# Latvajärvi (sjö i Finland, Lappland, lat 68,20, long 25,42)
Latvajärvi är en sjö i Finland. Den ligger i kommunen Kittilä i landskapet Lappland, i den norra delen av landet, 900 km norr om huvudstaden Helsingfors. Latvajärvi ligger 299,7 meter över havet. Arean är 11,9 hektar och strandlinjen är 2,87 kilometer lång. Sjön  ingår i Kemi älvs huvudavrinningsområde. 